# Les McCann

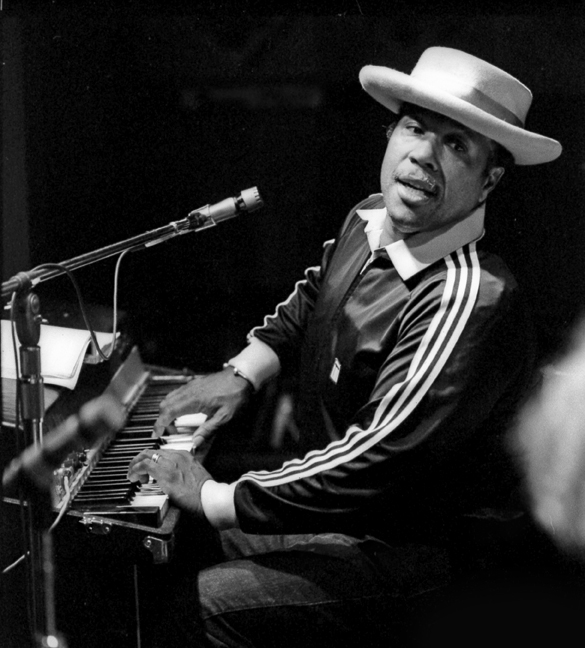
Les McCann, 1980

Leslie Coleman McCann (ur. 23 września 1935 w Lexington, zm. 29 grudnia 2023 w Los Angeles – afroamerykański muzyk jazzowy i funkowy, pianista i wokalista.

## Życiorys
Pochodził z niezamożnej, ale muzykalnej rodziny. Jego ojciec, James, pracował w Lexington Water Company i lubił jazz. Matka, Anna, która lubiła muzykę operową, była gospodynią domową i niekiedy uzupełniała budżet domowy, zajmując się sprzątaniem mieszkań. Miał czterech braci i siostrę. Prawie wszyscy domownicy śpiewali w chórach kościelnych.
W szkole średniej grał na suzafonie w orkiestrze marszowej i perkusji w orkiestrze stacjonarnej. Jako pianista był samoukiem, choć w wieku sześciu lat pobrał kilka lekcji fortepianu, lecz naukę przerwała śmierć nauczycielki. Dopiero mając siedemnaście lat, kiedy służył w U.S. Navy, uświadomił sobie, że fortepian jest jego powołaniem. Często opowiadał, że stało się to po  usłyszeniu utworu Lullaby of Birdland w wykonaniu Errolla Garnera. Jego późniejszy styl gry inspirowała pianistyka Buda Powella oraz muzyka gospel i funky.
Jeszcze podczas służby wojskowej, stacjonując w rejonie zatoki San Francisco, wygrał konkurs wokalny, co w 1956 zaowocowało jego występem w ogólnokrajowym programie telewizyjnym „The Ed Sullivan Show”. Po zwolnieniu z wojska założył w 1959 trio, z którym akompaniował wokaliście Gene’owi McDanielsowi w klubie Purple Onion w San Francisco. Zrezygnował wtedy z zaproszenia „Cannonballa” Adderleya do gry w jego kwintecie. Wyruszył natomiast z McDanielsem w trasę koncertową, po zakończeniu której zamieszkał w Los Angeles. Pracując w klubach jazzowych, podpisał kontrakt z wytwórnią Pacific Jazz. W 1960 nagrał swoje dwa pierwsze albumy – debiutancki Les McCann Ltd. Plays the Truth oraz Les McCann Ltd. Plays the Shout, które zyskały popularność. Jego inspirowana stylami soul i funky pianistyka wywarła wpływ na młodych muzyków, została zauważona przez wielu starszych wykonawców, ale przede wszystkim była dobrze przyjmowana przez publiczność na koncertach. W latach 1960–1967 nagrał kilkanaście albumów dla Pacific Jazz, niekiedy zapraszając do współpracy znanych instrumentalistów takich jak saksofoniści Stanley Turrentine i Teddy Edwards, oraz trębacz Blue Mitchell. Od połowy ww. dziesięciolecia zaczął regularnie śpiewać, czyniąc wokalistykę równie ważnym elementem swojego muzycznego emploi jak grę na instrumentach klawiszowych. W 1962 uczestniczył w realizacji debiutanckiego longplaya wokalisty Lou Rawlsa – Stormy Monday. Nagrał także wspólne płyty z The Jazz Crusaders i organistą Richardem Holmesem. W 1963 utwór Shampoo z albumu Les McCann Plays the Shampoo at the Village Gate dotarł do trzeciego miejsca na liście przebojów tygodnika „Billboard”. Był innowatorem stylu funky – łączył jazz z soulem, rhythm and bluesem i world music. Jego eksperymenty z instrumentami elektronicznymi wpłynęły na popularyzację fortepianu elektrycznego, klawinetu i syntezatorów.
W 1969 już jako artysta wytwórni Atlantic nagrał z saksofonistą Eddiem Harrisem płytę Swiss Movement, zarejestrowaną podczas koncertu obu artystów na szwajcarskim Montreux Jazz Festival. Znalazł się na niej utwór Gene’a Danielsa Compared to What, zawierający krytykę wojny w Wietnamie. Zaśpiewała go na swoim debiutanckim albumie First Take również Roberta Flack, którą jako młodą, obiecującą piosenkarkę zarekomendował wcześniej swojemu producentowi płytowemu – Joelowi Dornowi. Nominowany do nagrody Grammy longplay Swiss Movement na jazzowej liście przebojów „Billboardu” osiągnął pierwsze miejsce oraz drugie w zestawieniu albumów R&B. Zarówno album, jak pochodząca zeń piosenka Compared to What sprzedały się w milionowych nakładach.
W 1971 wraz z grupą muzyków soul, R&B i rocka, takich jak Harris, Wilson Pickett, The Staple Singers, Carlos Santana, Willie Bobo, Ike & Tina Turner oraz Roberta Flack, poleciał do stolicy Ghany – Akry, żeby wziąć udział w  czternastogodzinnym koncercie dla ponad stutysięcznej publiczności. Impreza, zorganizowana z okazji czternastej rocznicy niepodległości kraju, odbyła się 6 marca i została zarejestrowana na potrzeby filmu dokumentalnego Soul to Soul. W 2004 obraz został wydany na DVD, ukazała się także osobna płyta ze ścieżką dźwiękową.
Do momentu, kiedy w 1995 doznał udaru mózgu, aktywnie pracował zarówno na estradzie, jak studiu nagraniowym. Wskutek udaru, któremu uległ podczas tournée w Niemczech został częściowo sparaliżowany, ale po kilku latach powrócił do studia i nagrał szereg płyt. W czasie kariery zajmował się także fotografowaniem. W 2015 ukazał się album, zawierający głównie portrety ludzi muzyki, pt. Invitation to Openness – The Jazz & Soul Photography of Les McCann 1960-1980 (ISBN 978-1606997864). W 2018 została wydana płyta z jego ostatnim nagraniem, na którą złożyły się utwory bożonarodzeniowe.
W ostatnich czterech latach życia przebywał w domu opieki. Zmarł  wskutek zapalenia płuc w szpitalu w Los Angeles. Miał 88 lat.

## Wybrana dyskografia
- 1960
  - Les McCann Ltd. Plays the Truth (Pacific Jazz)
  - Les McCann Ltd. Plays the Shout (Pacific Jazz)
- 1961
  - Les McCann Ltd. in San Francisco (Pacific Jazz)
  - Les McCann Ltd./Pretty Lady (Pacific Jazz)
  - Les McCann Sings (Pacific Jazz)
- 1962
  - Richard „Groove” Holmes–Les McCann – Somethin’ Special (Pacific Jazz)
  - Les McCann Ltd. in New York (Pacific Jazz)
  - Les McCann Ltd. On Time (Pacific Jazz)
- 1963
  - Les McCann Ltd. – The Gospel Truth (Pacific Jazz)
  - Les McCann Ltd. Plays the Shampoo at the Village Gate (Pacific Jazz)
  - Jazz Waltz – Les McCann & The Jazz Crusaders (Pacific Jazz)
  - Soul Hits (Pacific Jazz)
- 1964
  - McCanna – Les McCann Ltd. (Pacific Jazz)
- 1965
  - McCann/Wilson (Pacific Jazz)
  - Beaux J. Pooboo (Limelight)
  - Les McCann Ltd. – But Not Really (Limelight)
- 1966
  - Les McCann Plays the Hits (Limelight)
  - Spanish Onions (Pacific Jazz)
  - A Bag of Gold (Pacific Jazz)
  - Live at Shelly’s Manne-Hole (Limelight)
- 1967
  - Live at Bohemian Caverns–Washington, D.C. (Limelight)
  - Les McCann Ltd. – Bucket o’ Grease (Limelight)
  - From the Top of the Barrel (Pacific Jazz)
- 1969
  - Much Les (Atlantic)
  - Les McCann & Eddie Harris – Swiss Movement (Atlantic)
- 1970
  - New from the Big City (Pacific Jazz)
  - Comment (Atlantic)
- 1971 Second Movement – Eddie Harris–Les McCann (Atlantic)
- 1972
  - Invitation to Openness (Atlantic)
  - Talk to the People (Atlantic)
- 1973
  - Les McCann – Live at Montreux (Atlantic)
  - Layers (Atlantic)
- 1974 Another Beginning (Atlantic)
- 1975
  - Hustle to Survive (Atlantic)
  -  Doldinger Jubilee ’75 – Passport and Les McCann–Philip Catherine–Johnny Griffin–Buddy Guy–Pete York (Atlantic)
- 1976 River High, River Low (Atlantic)
- 1978 McCann – The Man (A&M)
- 1979 Tall, Dark & Handsome (A&M)
- 1985 Misic Box (Paladin Records)
- 1988 Butterfly (Stone Records)
- 1996 Listen Up! (MusicMasters Jazz)
- 1998 How's Your Mother? (32 Jazz)
- 2002 Pump It Up (ESC Records)
- 2018
  - Les McCann Trio - 28 Juillet 1961 – Live in Paris (Frémeaux & Associés) – 2 CD
  - A Time Les Christmas (The Abrahams Company)

Różni wykonawcy
- 1971 Soul to Soul (Atlantic) – soundtrack

Zestawienie wg dat wydania płyt